# Ruumissaari (ö i Södra Savolax, S:t Michel, lat 62,22, long 26,53)
Ruumissaari är en ö i Finland. Den ligger i sjön Iso-Kaituri och i kommunen Kangasniemi i den ekonomiska regionen  S:t Michel och landskapet Södra Savolax, i den södra delen av landet, 240 km norr om huvudstaden Helsingfors. Öns area är 1,4 hektar och dess största längd är 280 meter i nord-sydlig riktning.